# 카와즈 아스카
카와즈 아스카(일본어: 川津 明日香 가와즈 아스카[*], 2000년 2월 12일 ~ )는 일본의 여자 배우다. 키는 163cm이다. 가면라이더 세이버의 스도 메이 역으로 유명하다.

## 약력
- 중학교 2학년때 도쿄 하라주쿠에서 8개 회사가 줄지어 스카웃되었다. 2014년 '미스 세븐틴 2014'의 그랑프리로 선정되어 연예계에 입문한 '세븐틴' 2014년 10월호부터 잡지 전속모델이 되었다.

- 2016년 2월에 영화 「쿠로사키군의 말대로는 되지 않아」로 여배우 등장한다. 10월에 모래탑~너무 잘 아는 이웃으로 하시구치 나루미를 맡게 되었으며 첫 출연이다.

- 2018년 3월 31일 발매의 「Seventeen」5월호로 전속 모델을 졸업했다.

- 2018년 5월에 「미스 매거진 2018」의 16강에 선정되었다.

- 2019년 8월 4일 에이지아 프로모션 이적 보고

- 2020년 1월 4일 발매된 「주간 플레이보이」3&4호에서 그라비아로 등장하다가 3월 30일 발매되는 「주간 플레이보이」15호에서는 첫 표지를 장식했다.

## 인물
- 취미는 패션, 네일, 아이쇼핑, 음악감상, 강아지랑 놀기, 클래식발레, 습자

1. ↑  “아시아 프로모션 공식 프로필”. 2021년 1월 16일에 원본 문서에서 보존된 문서. 2022년 1월 28일에 확인함.